# Maria Nelia Sy
Maria Nelia Sy (27 de abril de 1970) es una deportista filipina que compitió en taekwondo. Ganó una medalla en los Juegos Asiáticos de 1998, y tres medallas en el Campeonato Asiático de Taekwondo entre los años 1992 y 1998.

## Palmarés internacional
| Juegos Asiáticos    | Juegos Asiáticos             | Juegos Asiáticos  | Juegos Asiáticos |
| Año                 | Lugar                        | Medalla           | Categoría        |
| ------------------- | ---------------------------- | ----------------- | ---------------- |
| 1998                | Bangkok (Tailandia)          | Medalla de bronce | –60 kg           |
| Campeonato Asiático |                              |                   |                  |
| Año                 | Lugar                        | Medalla           | Categoría        |
| 1992                | Kuala Lumpur (Malasia)       | Medalla de bronce | –51 kg           |
| 1994                | Manila (Filipinas)           | Medalla de plata  | –60 kg           |
| 1998                | Ciudad Ho Chi Minh (Vietnam) | Medalla de plata  | –60 kg           |